# Le Robot qui vivait sa vie
Le Robot qui vivait sa vie est le onzième roman de la série Les Conquérants de l'impossible écrite par Philippe Ébly. Ce roman a été édité pour la première fois en 1978 chez Hachette dans la collection Bibliothèque verte. 

## Résumé
Vercors, mois de juillet. Alors qu'ils déjeunent dans un restaurant, Thibaut, Serge et Xolotl sont abordés par le professeur Mouret qui leur demande s'ils veulent bien rechercher son chien, un dogue allemand, qui s'est perdu dans la forêt de Lente. Les garçons acceptent et, après plusieurs heures, ils retrouvent l'animal mort. Quand le professeur apprend que Serge est le fils d'un vieil ami, il invite le trio chez lui, dans sa villa près de Grenoble. Là, il leur montre que le chien (qu'ils ont ramené avec eux) est en fait un robot ; sa batterie s'était simplement déchargée. Il a fallu vingt ans au professeur pour créer ce robot ultra perfectionné, qui ressemble en tout point à un vrai chien, mais dont les capacités sont décuplées. 
Le professeur Mouret leur propose de passer la nuit chez lui. En passant devant une pièce à la porte entrouverte, Xolotl entr’aperçoit un homme-robot sur une table, sans peau sur le visage. Le lendemain, le professeur leur présente son aide mécanicien : Haum, un jeune Vietnamien souriant. M. Mouret leur apprend que Haum est également un robot, celui que Xolotl a aperçu la veille. Il a conçu cette merveille de technologie avec l'aide du professeur Marcillac et du fils de celui-ci, Denis, un jeune homme de l'âge des trois voyageurs. Il demande à ces derniers de prendre Haum avec eux pendant quelques jours afin d'étudier le comportement de l’androïde en milieu non contrôlé. Le professeur a programmé le robot pour obéir à la voix de Serge ; Haum ne se déchargera pas car il ne possède pas de batterie mais un petit réacteur nucléaire logé dans le ventre, conçu pour durer une vie entière. Le professeur leur demande de lui faire chaque jour un compte-rendu par téléphone. Thibaut, Serge et Xolotl partent sur les chemins en compagnie de Haum, l’androïde dont nul ne peut deviner qu'il n'est pas humain. Mais, contre toute attente, il leur fausse compagnie…

## Les différentes éditions
- 1978 : Hachette, Bibliothèque verte, cartonné, texte original. Illustrations de Claude Lacroix. 183 p.  (ISBN 2-01-004471-1)
- 1985 : Hachette, Bibliothèque verte, cartonné (série hachurée). Illustrations de Claude Lacroix. 156 p.  (ISBN 9782010044717)
- 1988 : Hachette, Bibliothèque verte, format poche souple. Illustrations de Claude Lacroix. 156 p.  (ISBN 2-01-014227-6) Texte sur Gallica